# Lijst van Belgische ministers van Economie
Het Ministerie van Economische Zaken werd als elfde Belgische ministerie opgericht op 30 oktober 1917.

## Lijst
| Nr.                                      | Minister | Minister                                   | Partij | Partij                            | Begin             | Einde             | Regering(en)                                                              | Bevoegdheid |
| ---------------------------------------- | -------- | ------------------------------------------ | ------ | --------------------------------- | ----------------- | ----------------- | ------------------------------------------------------------------------- | --- |
| 1                                        |          | Paul Hymans (1865-1941)                    |        | Liberale Partij                   | 12 oktober 1917   | 1 januari 1918    | De Broqueville II                                                         | Minister van Economische Zaken |
| 2                                        |          | Prosper Poullet (1868-1937)                |        | Katholieke Partij                 | 1 januari 1918    | 31 mei 1918       | De Broqueville II                                                         | Minister van Economische Zaken |
| 3                                        |          | Gerard Cooreman (1852-1926)                |        | Katholieke Partij                 | 31 mei 1918       | 21 november 1918  | Cooreman                                                                  | Minister van Economische Zaken |
| 4                                        |          | Henri Jaspar (1870-1939)                   |        | Katholieke Partij                 | 21 november 1918  | 2 juni 1920       | Delacroix I, II                                                           | Minister van Economische Zaken |
| 5                                        |          | Fernand de Wouters d'Oplinter (1868-1942)  |        | Katholieke Partij                 | 2 juni 1920       | 20 november 1920  | Delacroix II                                                              | Minister van Economische Zaken |
| 6                                        |          | Aloys Van de Vyvere (1871-1961)            |        | Katholieke Partij/Katholieke Unie | 20 november 1920  | 10 september 1924 | Carton de Wiart, Theunis I, II en III                                     | Minister van Economische Zaken |
| 7                                        |          | Romain Moyersoen (1870-1967)               |        | Katholieke Unie                   | 10 september 1924 | 17 juni 1925      | Theunis III en Van de Vyvere                                              | Minister van Economische Zaken |
| (2)                                      |          | Prosper Poullet (1868-1937)                |        | Katholieke Unie                   | 17 juni 1925      | 10 december 1925  | Poullet                                                                   | Minister van Economische Zaken |
| 8                                        |          | Pierre de Liedekerke de Pailhe (1869-1943) |        | Katholieke Unie                   | 10 december 1925  | 24 februari 1926  | Poullet                                                                   | Minister van Economische Zaken |
| vacant (24 februari 1926 - 12 juni 1934) |          |                                            |        |                                   |                   |                   |                                                                           | |
| 9                                        |          | Frans Van Cauwelaert (1880-1961)           |        | Katholieke Unie                   | 12 juni 1934      | 20 november 1934  | De Broqueville V                                                          | Minister van Economische Zaken |
| 10                                       |          | Philip Van Isacker (1884-1951)             |        | Katholieke Unie/Katholiek Blok    | 20 november 1934  | 7 februari 1938   | Theunis IV, Van Zeeland I en II en Janson                                 | Minister van Economische Zaken |
| [ 1 ]                                    |          | Charles du Bus de Warnaffe (1894-1965)     |        | Katholiek Blok                    | 7 februari 1938   | 15 februari 1938  | Janson                                                                    | Minister van Economische Zaken |
| 11                                       |          | Pierre De Smet (1892-1975)                 |        | Katholiek Blok                    | 15 februari 1938  | 15 mei 1938       | Janson                                                                    | Minister van Economische Zaken |
| 12                                       |          | Paul Heymans (1895-1960)                   |        | extraparlementaire katholiek      | 15 mei 1938       | 21 januari 1939   | Spaak I                                                                   | Minister van Economische Zaken |
| 13                                       |          | Georges Barnich (1876-1948)                |        | BWP                               | 21 januari 1939   | 22 februari 1939  | Spaak I                                                                   | Minister van Economische Zaken |
| 14                                       |          | Raoul Richard (1885-1962)                  |        | extraparlementair                 | 22 februari 1939  | 16 april 1939     | Pierlot I                                                                 | Minister van Economische Zaken |
| 15                                       |          | Gustave Sap (1886-1940)                    |        | Katholiek Blok                    | 16 april 1939     | 19 maart 1940     | Pierlot II, III en IV                                                     | Minister van Economische Zaken |
| 16                                       |          | August De Schryver (1898-1991)             |        | Katholiek Blok                    | 25 maart 1940     | 28 augustus 1940  | Pierlot IV                                                                | Minister van Economische Zaken |
| 17                                       |          | Camille Gutt (1884-1971)                   |        | extraparlementaire liberaal       | 22 november 1940  | 26 september 1944 | Pierlot V                                                                 | Minister van Economische Zaken |
| 18                                       |          | Jules Delruelle (1900-1980)                |        | extraparlementair                 | 26 september 1944 | 12 februari 1945  | Pierlot VI en VII                                                         | Minister van Economische Zaken |
| 19                                       |          | Albert De Smaele (1901-1995)               |        | extraparlementair                 | 12 februari 1945  | 13 maart 1946     | Van Acker I en II                                                         | Minister van Economische Zaken |
| 20                                       |          | Léon-Eli Troclet (1902-1980)               |        | PSB                               | 13 maart 1946     | 31 maart 1946     | Spaak II                                                                  | Minister van Economische Zaken |
| 21                                       |          | Achiel Van Acker (1898-1975)               |        | BSP                               | 13 maart 1946     | 31 maart 1946     | Spaak II                                                                  | Minister belast met de Ordening van de Economische Politiek                                                                       |
| 22                                       |          | Albert Devèze (1881-1959)                  |        | Liberale Partij                   | 31 maart 1946     | 3 augustus 1946   | Van Acker III                                                             | Minister van Economische Zaken |
| 23                                       |          | Henri Liebaert (1895-1977)                 |        | Liberale Partij                   | 3 augustus 1946   | 20 maart 1947     | Huysmans                                                                  | Minister van Economische Zaken |
| 24                                       |          | Jean Duvieusart (1900-1977)                |        | PSC                               | 20 maart 1947     | 8 juni 1950       | Spaak III en IV en G. Eyskens I                                           | Minister van Economische Zaken |
| 25                                       |          | Paul De Groote (1905-1997)                 |        | PSB                               | 20 maart 1947     | 11 augustus 1949  | Spaak III en IV                                                           | Minister van Economische Coördinatie                                                                                              |
| 26                                       |          | Gaston Eyskens (1905-1988)                 |        | CVP                               | 8 juni 1950       | 16 augustus 1950  | Duvieusart                                                                | Minister van Economische Zaken |
| 27                                       |          | Albert Coppé (1911-1999)                   |        | CVP                               | 16 augustus 1950  | 15 januari 1952   | Pholien                                                                   | Minister van Economische Zaken |
| (24)                                     |          | Jean Duvieusart (1900-1977)                |        | PSC                               | 15 januari 1952   | 23 april 1954     | Van Houtte                                                                | Minister van Economische Zaken |
| 28                                       |          | Jean Rey (1902-1983)                       |        | Liberale Partij                   | 23 april 1954     | 27 januari 1958   | Van Acker IV                                                              | Minister van Economische Zaken |
| 29                                       |          | Roger Motz (1904-1964)                     |        | Liberale Partij                   | 27 januari 1958   | 26 juni 1958      | Van Acker IV                                                              | Minister van Economische Zaken |
| 30                                       |          | Raymond Scheyven (1911-1987)               |        | PSC                               | 26 juni 1958      | 6 november 1958   | G. Eyskens II                                                             | Minister van Economische Zaken |
| 31                                       |          | Jacques Van der Schueren (1921-1997)       |        | Liberale Partij                   | 6 november 1958   | 25 april 1961     | G. Eyskens III                                                            | Minister van Economische Zaken |
| 32                                       |          | André Dequae (1915-2006)                   |        | CVP                               | 3 september 1960  | 25 april 1961     | G. Eyskens III                                                            | Minister voor Economische Coördinatie                                                                                             |
| 33                                       |          | Théo Lefèvre (1914-1973)                   |        | CVP                               | 25 april 1961     | 28 juli 1965      | Lefèvre                                                                   | Eerste minister belast met de Economische Coördinatie                                                                             |
| 34                                       |          | Antoon Spinoy (1906-1967)                  |        | BSP                               | 25 april 1961     | 19 maart 1966     | Lefèvre en Harmel                                                         | Minister van Economische Zaken (tot 28 juli 1965) Vice-Eerste Minister belast met de Economische Coördinatie (vanaf 28 juli 1965) |
| 35                                       |          | Marc-Antoine Pierson (1908-1988)           |        | PSB                               | 28 juli 1965      | 19 maart 1966     | Harmel                                                                    | Minister van Economische Zaken |
| 36                                       |          | Jacques Van Offelen (1916-2006)            |        | PLP                               | 19 maart 1966     | 17 juni 1968      | Vanden Boeynants I                                                        | Minister van Economische Zaken |
| S                                        |          | Yves Urbain (1914-1971)                    |        | PSC                               | 19 maart 1966     | 17 juni 1968      | Vanden Boeynants I                                                        | Minister-Staatssecretaris voor Streekeconomie                                                                                     |
| 37                                       |          | Joseph-Jean Merlot (1913-1969)             |        | PSB                               | 17 juni 1968      | 21 januari 1969   | G. Eyskens IV                                                             | Minister van Economische Zaken |
| S                                        |          | André Vlerick (1919-1990)                  |        | CVP                               | 17 juni 1968      | 21 januari 1972   | G. Eyskens IV                                                             | Minister-staatssecretaris voor Streekeconomie                                                                                     |
| S                                        |          | Fernand Delmotte (1920-1998)               |        | PSB                               | 17 juni 1968      | 21 januari 1972   | G. Eyskens IV                                                             | Minister-staatssecretaris voor Streekeconomie                                                                                     |
| 38                                       |          | Edmond Leburton (1915-1997)                |        | PSB                               | 27 januari 1969   | 22 februari 1971  | G. Eyskens IV                                                             | Minister van Economische Zaken |
| 39                                       |          | André Cools (1927-1991)                    |        | PSB                               | 22 februari 1971  | 21 januari 1972   | G. Eyskens IV                                                             | Minister van Economische Zaken |
| 40                                       |          | Henri Simonet (1931-1996)                  |        | PSB                               | 21 januari 1972   | 6 januari 1973    | G. Eyskens V                                                              | Minister van Economische Zaken |
| S                                        |          | Luc Dhoore (1928-2021)                     |        | CVP                               | 21 januari 1972   | 16 oktober 1976   | G. Eyskens V, Leburton, Tindemans I en Tindemans II                       | Staatssecretaris voor Streekeconomie                                                                                              |
| S                                        |          | Edouard Close (1929-2017)                  |        | PSB                               | 21 januari 1972   | 26 januari 1973   | G. Eyskens V                                                              | Staatssecretaris voor Streekeconomie                                                                                              |
| [ 1 ]                                    |          | André Cools (1927-1991)                    |        | PSB                               | 6 januari 1973    | 26 januari 1973   | G. Eyskens V                                                              | Minister van Economische Zaken |
| 41                                       |          | Willy Claes (1938)                         |        | BSP                               | 26 januari 1973   | 25 april 1974     | Leburton                                                                  | Minister van Economische Zaken |
| S                                        |          | Jean Defraigne (1929-2016)                 |        | PLP                               | 26 januari 1973   | 25 april 1974     | Leburton                                                                  | Staatssecretaris voor Streekeconomie                                                                                              |
| 42                                       |          | André Oleffe (1914-1975)                   |        | PSC                               | 25 april 1974     | 18 augustus 1975  | Tindemans I en II                                                         | Minister van Economische Zaken |
| S                                        |          | Claude Hubaux (1920-1979)                  |        | PLP                               | 25 april 1974     | 11 juni 1974      | Tindemans I                                                               | Staatssecretaris voor Streekeconomie                                                                                              |
| S                                        |          | Etienne Knoops (1934)                      |        | RW                                | 11 juni 1974      | 8 december 1976   | Tindemans II                                                              | Staatssecretaris voor Economische Zaken                                                                                           |
| S                                        |          | Jean Gol (1942-1995)                       |        | RW                                | 11 juni 1974      | 3 juni 1977       | Tindemans II en Tindemans III                                             | Staatssecretaris voor Streekeconomie                                                                                              |
| S                                        |          | August De Winter (1925-2005)               |        | PVV                               | 4 oktober 1974    | 3 juni 1977       | Tindemans II en Tindemans III                                             | Staatssecretaris voor Streekeconomie                                                                                              |
| [ 1 ]                                    |          | Leo Tindemans (1922-2014)                  |        | CVP                               | 19 augustus 1975  | 23 augustus 1975  | Tindemans II                                                              | Minister van Economische Zaken |
| 43                                       |          | Fernand Herman (1932-2005)                 |        | PSC                               | 23 augustus 1975  | 3 juni 1977       | Tindemans II en III                                                       | Minister van Economische Zaken |
| S                                        |          | Mark Eyskens (1933)                        |        | CVP                               | 16 oktober 1976   | 3 april 1979      | Tindemans II, III en IV en Vanden Boeynants II                            | Staatssecretaris voor Streekeconomie                                                                                              |
| A                                        |          | Pierre Bertrand (1926-2014)                |        | RW                                | 8 december 1976   | 6 maart 1977      | Tindemans II                                                              | Adjunct-minister voor Economische Zaken                                                                                           |
| A                                        |          | Charles Cornet d'Elzius (1922-2006)        |        | PRLW                              | 6 maart 1977      | 3 juni 1977       | Tindemans III                                                             | Adjunct-minister voor Economische Zaken                                                                                           |
| (41)                                     |          | Willy Claes (1938)                         |        | BSP/SP                            | 3 juni 1977       | 17 december 1981  | Tindemans IV, Vanden Boeynants II, Martens I, II, III en IV en M. Eyskens | Minister van Economische Zaken |
| S                                        |          | Roger De Wulf (1929-2016)                  |        | BSP                               | 3 juni 1977       | 3 april 1979      | Tindemans IV en Vanden Boeynants II                                       | Staatssecretaris voor Economische Zaken                                                                                           |
| S                                        |          | Robert Urbain (1930-2018)                  |        | PSB                               | 3 juni 1977       | 3 april 1979      | Tindemans IV en Vanden Boeynants II                                       | Staatssecretaris voor Streekeconomie                                                                                              |
| S                                        |          | Henri Simonet (1931-1996)                  |        | PSB                               | 3 juni 1977       | 3 april 1979      | Tindemans IV en Vanden Boeynants II                                       | Staatssecretaris voor Streekeconomie                                                                                              |
| 44                                       |          | Mark Eyskens (1933)                        |        | CVP                               | 17 december 1981  | 28 november 1985  | Martens V                                                                 | Minister van Economische Zaken |
| 45                                       |          | Philippe Maystadt (1948-2017)              |        | PSC                               | 28 november 1985  | 9 mei 1988        | Martens VI en VII                                                         | Minister van Economische Zaken |
| (41)                                     |          | Willy Claes (1938)                         |        | SP                                | 9 mei 1988        | 7 maart 1992      | Martens VIII en IX                                                        | Minister van Economische Zaken |
| 46                                       |          | Melchior Wathelet Sr. (1949)               |        | PSC                               | 7 maart 1992      | 23 juni 1995      | Dehaene I                                                                 | Minister van Economische Zaken |
| 47                                       |          | Elio Di Rupo (1951)                        |        | PS                                | 23 juni 1995      | 12 juli 1999      | Dehaene II                                                                | Minister van Economie |
| 48                                       |          | Rudy Demotte (1963)                        |        | PS                                | 12 juli 1999      | 4 april 2000      | Verhofstadt I                                                             | Minister van Economie |
| 49                                       |          | Johan Vande Lanotte (1955)                 |        | sp.a                              | 12 juli 1999      | 12 juli 2003      | Verhofstadt I                                                             | Minister van Sociale Economie |
| 50                                       |          | Charles Picqué (1948)                      |        | PS                                | 8 april 2000      | 12 juli 2003      | Verhofstadt I                                                             | Minister van Economie |
| 51                                       |          | Fientje Moerman (1958)                     |        | VLD                               | 12 juli 2003      | 18 juli 2004      | Verhofstadt II                                                            | Minister van Economie |
| 52                                       |          | Bert Anciaux (1959)                        |        | Spirit                            | 12 juli 2003      | 18 juli 2004      | Verhofstadt II                                                            | Minister van Sociale Economie |
| 53                                       |          | Marc Verwilghen (1952)                     |        | VLD                               | 18 juli 2004      | 21 december 2007  | Verhofstadt II                                                            | Minister van Economie |
| S                                        |          | Els Van Weert (1968)                       |        | Spirit                            | 18 juli 2004      | 21 december 2007  | Verhofstadt II                                                            | Staatssecretaris voor Sociale Economie                                                                                            |
| 54                                       |          | Sabine Laruelle (1965)                     |        | MR                                | 21 december 2007  | 20 maart 2008     | Verhofstadt III                                                           | Minister van Economie |
| 55                                       |          | Vincent Van Quickenborne (1973)            |        | Open Vld                          | 20 maart 2008     | 6 december 2011   | Leterme I, Van Rompuy en Leterme II                                       | Minister van Ondernemen |
| (49)                                     |          | Johan Vande Lanotte (1955)                 |        | sp.a                              | 6 december 2011   | 11 oktober 2014   | Di Rupo                                                                   | Minister van Economie |
| 56                                       |          | Kris Peeters (1962)                        |        | CD&V                              | 11 oktober 2014   | 1 juli 2019       | Michel I en II                                                            | Minister van Economie |
| 57                                       |          | Wouter Beke (1974)                         |        | CD&V                              | 1 juli 2019       | 2 oktober 2019    | Michel II                                                                 | Minister van Economie |
| 58                                       |          | Nathalie Muylle (1969)                     |        | CD&V                              | 2 oktober 2019    | 1 oktober 2020    | Michel II, Wilmès I en II                                                 | Minister van Economie |
| 59                                       |          | Pierre-Yves Dermagne (1980)                |        | PS                                | 1 oktober 2020    | 3 februari 2025   | De Croo                                                                   | Minister van Economie |
| 60                                       |          | David Clarinval (1976)                     |        | MR                                | 3 februari 2025   | heden             | De Wever                                                                  | Minister van Economie |